# Europamästerskapen i badminton 2002
Europamästerskapen i badminton 2002 anordnades den 13-20 april i Malmö, Sverige. 

## Medaljsummering
| Pl. | Nation        | Guld | Silver | Brons | Totalt |
| --- | ------------- | ---- | ------ | ----- | ------ |
| 1   | Danmark       | 5    | 2      | 4     | 11     |
| 2   | Nederländerna | 1    | 1      | 3     | 5      |
| 3   | England       | 0    | 3      | 1     | 4      |
| 4   | Tyskland      | 0    | 0      | 1     | 1      |
| 4   | Polen         | 0    | 0      | 1     | 1      |
| 4   | Sverige       | 0    | 0      | 1     | 1      |

## Resultat
| Event       | Guld                                 | Silver                            | Brons                          |
| Herrsingel  | Peter Rasmussen                      | Kenneth Jonassen                  | Rasmus Wengberg                |
| Herrsingel  | Peter Rasmussen                      | Kenneth Jonassen                  | Anders Boesen                  |
| Damsingel   | Yao Jie                              | Mia Audina Tjiptawan              | Camilla Martin                 |
| Damsingel   | Yao Jie                              | Mia Audina Tjiptawan              | Brenda Beenhakker              |
| Herrdubbel  | Jens Eriksen Martin Lundgaard Hansen | Anthony Clark Nathan Robertson    | Lars Paaske Jonas Rasmussen    |
| Herrdubbel  | Jens Eriksen Martin Lundgaard Hansen | Anthony Clark Nathan Robertson    | Michal Logosz Robert Mateusiak |
| Damdubbel   | Jane F. Bramsen Ann-Lou Jørgensen    | Pernille Harder Mette Schjoldager | Nicole Grether Nicol Pitro     |
| Damdubbel   | Jane F. Bramsen Ann-Lou Jørgensen    | Pernille Harder Mette Schjoldager | Ella Miles Sara Sankey         |
| Mixeddubbel | Jens Eriksen Mette Schjoldager       | Nathan Robertson Gail Emms        | Chris Bruil Lotte Jonathans    |
| Mixeddubbel | Jens Eriksen Mette Schjoldager       | Nathan Robertson Gail Emms        | Michael Søgaard Rikke Olsen    |
| Lag         | Danmark                              | England                           | Nederländerna                  |